# سودو (بلدية)
سودو هي مدينة من مدن هايتي. يبلغ عدد سكانها 34,885 نسمة وذلك حسب إحصائيات سنة 2003. يبلغ ارتفاع المدينة عن سطح البحر قرابة 233 متر.